# Eremocosta calexicensis
Espèce
Synonymes
- Eremorhax calexicensis Muma, 1951

Eremocosta calexicensis est une espèce de solifuges de la famille des Eremobatidae.

## Distribution
Cette espèce se rencontre aux États-Unis en Californie et en Arizona et au Mexique en Basse-Californie,.

## Description
Les mâles mesurent de 30,0 à 37,0 mm et les femelles de 40,0 à 42,0 mm.

## Étymologie
Son nom d'espèce, composé de calexic[o] et du suffixe latin -ensis, « qui vit dans, qui habite », lui a été donné en référence au lieu de sa découverte, Calexico.

## Publication originale
- Muma, 1951 : The Arachnid order Solpugida in the United States. Bulletin of the American Museum of Natural History, no 97, p. 31-141 (texte intégral).